# Ісаківська сільська рада (Тлумацький район)
| Ісаківська сільська рада — колишній орган місцевого самоврядування у Тлумацькому районі Івано-Франківської області з адміністративним центром у с. Ісаків. Сільській раді були підпорядковані населені пункти: - с. Ісаків |

## Склад ради
Рада складалася з 15 депутатів та голови.

### Керівний склад ради
| ПІБ                        | Основні відомості                                                 | Дата обрання | Дата звільнення |
| -------------------------- | ----------------------------------------------------------------- | ------------ | --------------- |
| Вітвіцький Іван Васильович | Сільський голова, 1954 року народження, освіта, безпартійний      | 26.03.2006   | 01.10.2008      |
| Бойцан Людмила Йосипівна   | Сільський голова, 1968 року народження, освіта, позапартійна      | 15.03.2009   | 31.10.2010      |
| Бойцан Людмила Йосипівна   | Сільський голова, 1968 року народження, освіта вища, позапартійна | 31.10.2010   |                 |

Примітка: таблиця складена за даними джерела